# Wiktorów (Wieluń)
Wiktorów [pronunciación en polaco: /vikˈtɔruf/] es un pueblo ubicado en el distrito administrativo de Gmina Białun, dentro del Distrito de Wieluń, Voivodato de Łódź, en Polonia central. Se encuentra aproximadamente a 11 kilómetros al noroeste de Wieluń y a 89 kilómetros al suroeste de la capital regional Lodz.